# Noce (mariage)
Pour les articles homonymes, voir Les Noces et Noce.

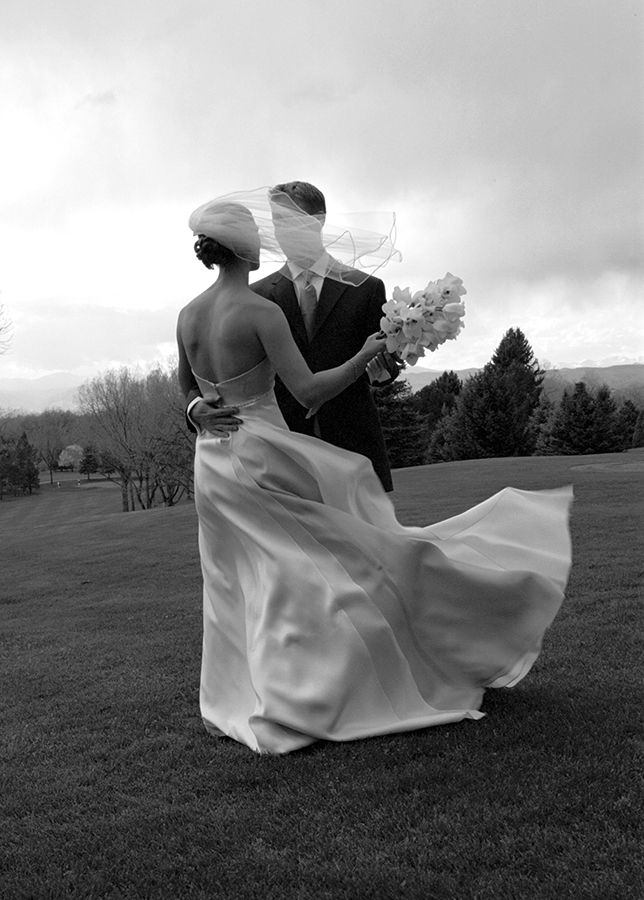
Noces dans le vent. Mai 2020.

Une noce fait référence à une cérémonie de mariage ainsi qu’à l'ensemble des réjouissances qui l’accompagnent. Au pluriel, les noces désignent le mariage lui-même.

## Étymologie
« Noce » vient du latin vulgaire noptiae, forme altérée du latin classique nuptiae (« mariage », « noce », lui-même dérivé de nupta, participe passé féminin de nubere, « voiler », la tradition romaine voulant que la femme prenne le voile pour se marier. Nubile et nuptial en sont dérivés. Nubes, « nuage » en latin, est un autre représentant de cette racine indo-européenne et a donné nubilare et obnubilare, « couvrir d'un nuage », d'où le français « obnubiler ».
Le passage de nuptiae à noptiae, avec le remplacement du U bref en O bref, est un changement de quantité vocalique fréquent dans le latin vulgaire. Certains auteurs comme Walther von Wartburg y voient l'influence de novius, « nouveau marié » en latin vulgaire (de novus, « nouveau »).
Aux XVIe et XVIIe siècles on trouve la forme nopce ou nopces,.

## Autour des noces
La « nuit de noces » est la première nuit passée ensemble par les nouveaux époux. À la manière d'un rite de passage, cette nuit acte le changement de statut des époux : statut social, d'abord, puisque la nuit de noces marque le passage du célibat au mariage, puis statut sexuel, ensuite, car l'épouse passe du statut de fille à celui de femme en perdant sa virginité.
Dans le folklore français, on donne des noms de noces aux anniversaires de mariage, associés à une matière.